# 卡墨奈
卡墨奈（拉丁語：Camenae）是罗马神话中的喷泉女神们。她们善预言、能治病，后来成为了保护艺术的文艺女神之一，有时和文艺九女神缪斯结合在一起，成为了缪斯的拉丁名字。卡墨奈的单数形称之为卡墨娜（拉丁語：Camena）。
卡墨奈由卡耳门塔（Carmenta）、厄革里亚（Egeria）、安忒沃塔（Antevorta）或波里玛（Porrima）、波斯忒威塔（Postverta）或波斯忒沃塔（Postvorta）四姊妹组成。在罗马的波耳塔·卡佩那附近，有卡墨奈的圣林和圣泉。维斯塔贞女常用她们的圣泉来进行祭祀。卡墨奈的祭日是8月13日，人们用混合着奶的水给她们举行祭奠。她们的神庙被雷电击毁后，她们则移到了赫耳库勒斯神庙中。